# Заречье (Хмелевское сельское поселение)
Не следует путать с другим одноимённым посёлком в том же административном районе.
Заречье — посёлок в Выгоничском районе Брянской области, в составе Хмелевского сельского поселения. Расположен у северо-западной окраины деревни Хмелево, на правом берегу реки Рожок. Население — 18 человек (2010).

## История
Застроен в 1920-х гг.; первоначально являлся частью деревни Хмелево.
| Годы      | 1979 | 1989 | 2002 | 2010 |
| --------- | ---- | ---- | ---- | ---- |
| Население | 80   | 36   | 21   | 18   |